# Halysidota roseofasciata
Halysidota roseofasciata är en fjärilsart som beskrevs av Druce 1906. Halysidota roseofasciata ingår i släktet Halysidota och familjen björnspinnare. Inga underarter finns listade i Catalogue of Life.